# Кастров'єхо
Кастров'єхо (ісп. Castroviejo) — муніципалітет в Іспанії, у складі автономної спільноти Ла-Ріоха. Населення — 64 осіб (2009).
Муніципалітет розташований на відстані близько 230 км на північ від Мадрида, 23 км на південний захід від Логроньйо.

## Демографія
Динаміка населення (INE ):

## Галерея зображень

Розташування муніципалітету
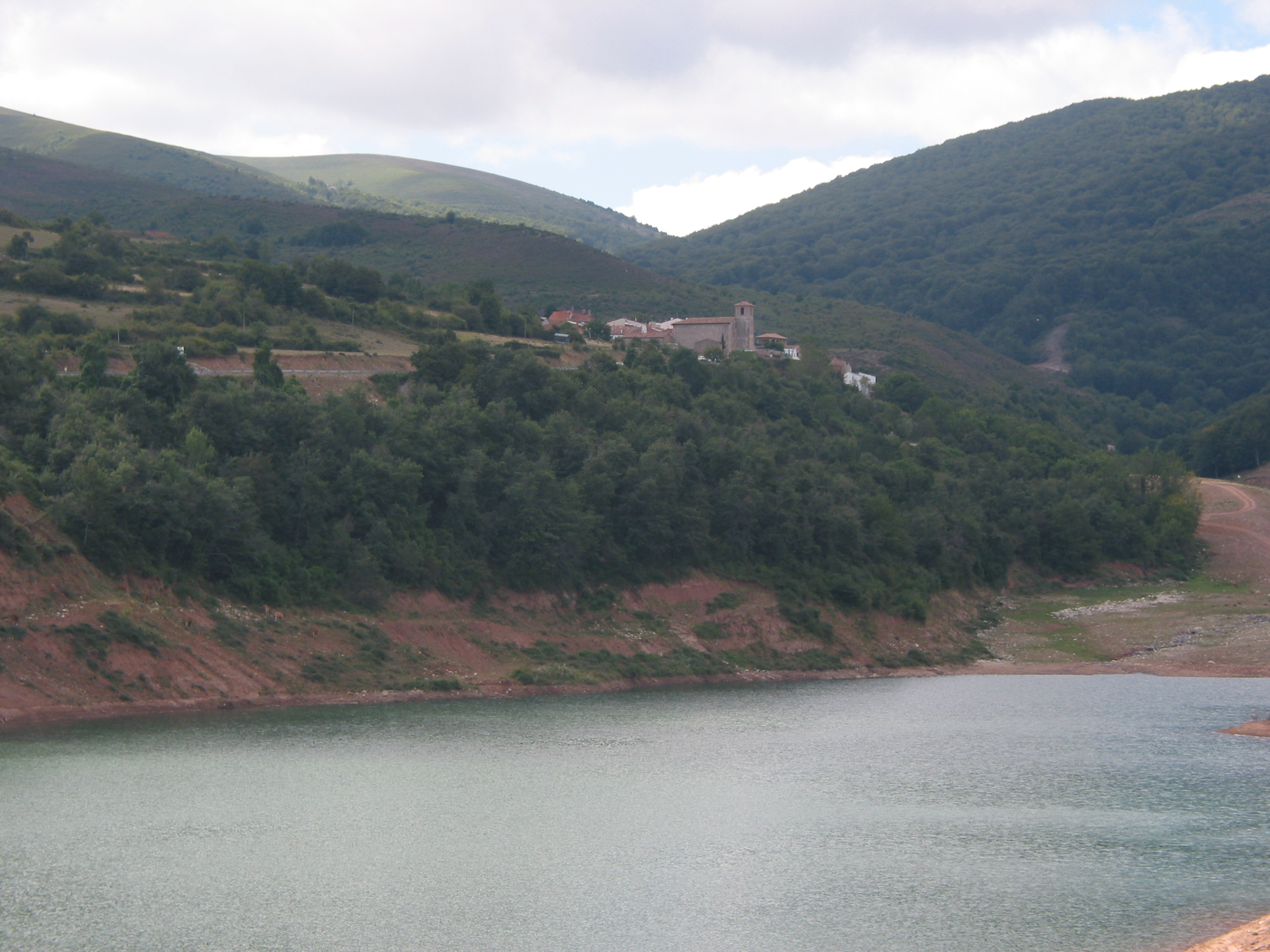
Кастров'єхо